# Paolo Russo
Paolo Russo (Marigliano, 22 gennaio 1960) è un politico e scrittore italiano, deputato  dal 1996 al 2022.

## Biografia
Nato il 22 gennaio 1960 a Marigliano, in provincia di Napoli, dove tuttora vive, ha frequentato l'Università Cattolica del Sacro Cuore e si è laureato alla facoltà di Medicina e Chirurgia. È stato dirigente della divisione oculistica dell'Azienda ospedaliera dei Colli di Napoli, in aspettativa per il mandato parlamentare.

### Attività politica
Comincia la sua attività politica nel Partito Socialista Democratico Italiano, ma con la discesa in campo nella politica di Silvio Berlusconi confluisce in Forza Italia, diventandone membro.
Alle elezioni politiche del 1996 si candida alla Camera dei deputati nel collegio maggioritario di Nola, sostenuto dalla coalizione di centro-destra Polo per le Libertà in quota forzista, dove viene eletto per la prima volta deputato con il 47,67% dei voti contro i candidati de L'Ulivo Francesco Barra (43,02%), della Fiamma Tricolore Giampiero Iacuaniello (4,98%) e della lista "Ingegno e Audacia" Salvatore Di Palma (4,33%).
Rieletto deputato alla Camera alle politiche del 2001, nella XIV legislatura è stato presidente della Commissione Parlamentare d'inchiesta sul ciclo dei rifiuti e sulle attività illecite ad esso connesse.
Nel corso della XVI legislatura è stato presidente della 13ª Commissione Agricoltura.
Nella XVII legislatura è stato eletto deputato tra le file del Pdl.
Il 16 novembre 2013, con la sospensione delle attività del Popolo della Libertà, aderisce a Forza Italia.
Alle elezioni politiche del 2018 viene rieletto deputato per la sesta volta consecutiva. Diventa successivamente consigliere politico di Mara Carfagna, Ministra per il Sud e la coesione territoriale nel Governo Draghi.
Nell’estate del 2022 segue proprio la Carfagna in Azione di Carlo Calenda lasciando il partito di Silvio Berlusconi dopo 28 anni.
Alle elezioni politiche anticipate del 2022 viene candidato per il Senato della Repubblica in terza posizione nei collegi plurinominali Campania 1, Lombardia 03 e Toscana 1 dietro a Matteo Renzi e Mariastella Gelmini. Non risulta eletto, rimanendo escluso dal Parlamento dopo 26 anni.

### Pubblicazioni
È autore, come intervistato, di un libro su Saragat dal titolo "Giuseppe Saragat. Da Palazzo Barberini alla casa dei moderati".